# Clouds Hill

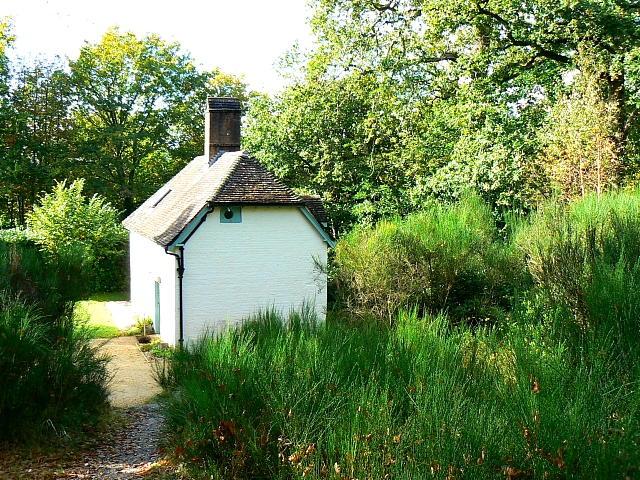
Clouds Hill, 2007

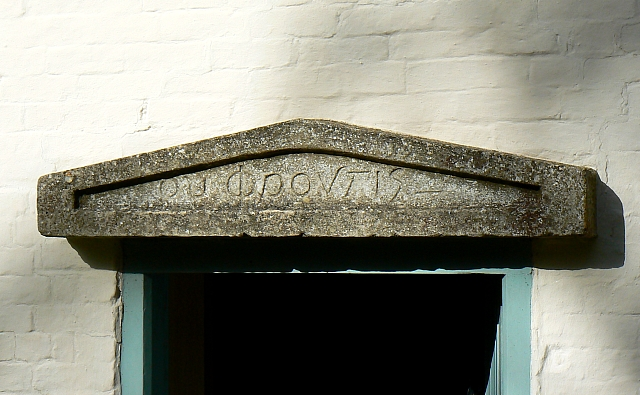
Relief über der Eingangstür

Clouds Hill ist einsam gelegenes Cottage bei Wareham in Dorset im Südwesten von England. Es ist das ehemalige Wohnhaus von T. E. Lawrence. Heute befindet es sich im Besitz des National Trust.

## Geschichte
Clouds Hill wurde 1808 als Cottage für Forstarbeiter erbaut. Als es von T. E. Lawrence erworben wurde, befand es sich in einem baufälligen Zustand und wurde nach und nach von ihm restauriert. Während seiner Stationierung in der Militärbasis in Bovington nutzte er das Cottage als Gästehaus und als Rückzugsort für seine schriftstellerische Tätigkeit. In Clouds Hill beendete er sein Buch Die sieben Säulen der Weisheit. 1938 übereignete Arnold Lawrence das Cottage dem National Trust als Gedenkstätte für seinen Bruder.
Das Haus mit einem schmalen Grundriss ist erbaut aus Backsteinen, die weiß übertüncht sind, es ist mit Ziegeln gedeckt. Im Untergeschoss befinden sich eine Küche und ein Wohnraum, im Obergeschoss zwei weitere Räume. Über der Eingangstür ließ Lawrence ein Relief in griechischer Schrift (οὐ φροντὶς = Warum sich sorgen) anbringen. Das Innere des Hauses ist teilweise noch im selben Zustand, wie es von Lawrence eingerichtet wurde.